# Christopher (piosenkarz)
Christopher Nissen (ur. 31 stycznia 1992 we Frederiksbergu) – duński piosenkarz i autor piosenek.
Karierę muzyczną zaczynał od publikowania w sieci własnych wersji przebojów innych wykonawców. Debiutował w 2011 singlem „Against the Odds”. Od tamtej pory wydał cztery albumy studyjne: Colours (2012), Told You So (2014), Closer (2016) i Under the Surface (2019). Jedna wydana przez niego płyta dotarła do pierwszego miejsca najchętniej kupowanych albumów w Danii. Za sprzedaż swoich albumów i singli otrzymał dwie potrójnie platynowe płyty, pięć platynowych i siedem złotych.
Laureat dwóch Europejskich Nagród Muzycznych MTV dla najlepszego duńskiego wykonawcy, trzech Danish Music Awards oraz Zulu Award.

## Dyskografia
- Colours (2012)
- Told You So (2014)
- Closer (2016)
- Under the Surface (2019)